# L'ultimo giorno di scuola prima delle vacanze di Natale
L'ultimo giorno di scuola prima delle vacanze di Natale è un film del 1975 diretto da Gian Vittorio Baldi.

## Trama
Sull'appennino emiliano del 1944 tre fascisti fermano e sequestrano un autobus malconcio che trasporta diverse donne, due uomini e un povero studente chiamato Athos, oltre all'autista. I tre repubblichini, che collaborano con i nazisti, vogliono scappare in Svizzera, ma iniziano a pensare che chi non è fascista come loro è un traditore e alla fine uccidono crudelmente tutti i passeggeri della corriera, mentre Athos viene lasciato nudo e agonizzante sulla sponda di un torrente.

## Produzione
Il film è stato presentato nella Quinzaine des Réalisateurs al 28º Festival di Cannes.